# Бодзанув (гміна)
Гміна Бодзанув (пол. Gmina Bodzanów) — місько-сільська гміна у центральній Польщі. Належить до Плоцького повіту Мазовецького воєводства.
До 1 січня 2021 року уряд гміни був у селі Бодзанув. З 1 січня 2021 року уряд гмін перенесено у село Ходково. Попри те, що з 1 січня 2023 року Бодзанув набув статусу міста, уряд гміни залишився у селі Ходково. Таким чином, гміна стала другою місько-сільською гміною Польщі (перша - гміна Нове Скальмежице), органи управління якої розташовано не у місті.
1 січня 2024 року до меж Бодзанува було включено ряд ділянок площею 9,75 га з території села Ходково вздовж вулиці Банкової, зокрема і уряд гміни. Офіційна садиба гміни не була змінена, тож село Ходково формально й надалі залишається місцем розташування гміни Бодзанув, попри те, що садиба гміни, згідно кадастру знаходиться в межах міста Бодзанува з 2024 року.
Станом на 31 грудня 2011 у гміні проживало 8430 осіб.

## Площа
Згідно з даними за 2007 рік площа гміни становила 136.81 км², у тому числі:
- орні землі: 74.00%
- ліси: 17.00%

Таким чином, площа гміни становить 7.61% площі повіту.

## Населення
Станом на 31 грудня 2011:
| Опис     | Загалом | Загалом | Чоловіки | Чоловіки | Жінки | Жінки |
| -------- | ------- | ------- | -------- | -------- | ----- | ----- |
| одиниця  | осіб    | %       | осіб     | %        | осіб  | %     |
| все      | 8430    | 100     | 4195     | 49.76    | 4235  | 50.24 |
| міське   | 0       | 100     | 0        |          | 0     |       |
| сільське | 8430    | 100     | 4195     | 49.76    | 4235  | 50.24 |

## Сусідні гміни
Гміна Бодзанув межує з такими гмінами: Бульково, Мала Весь, Радзаново, Слубіце, Слупно.